# Teresa Kruczek
Teresa Kruczek (ur. 5 stycznia 1960 w Siedlcach) – polska muzykolog, autorka opracowań muzycznych do filmów fabularnych i dokumentalnych. 
Zajmuje się również konsultacją muzyczną. Ukończyła muzykologię na Uniwersytecie Warszawskim. Od 1990 pracuje w WFDiF.
Do najważniejszych osiągnięć w zakresie fabuły należy opracowanie muzyczne filmu Czeka na nas świat – Roberta Krzempka, współpraca przy opracowaniu muzycznym Córy marnotrawnej Andrzeja Kondratiuka, konsultacja muzyczna do Galerianek Katarzyny Rosłaniec i opracowanie muzyczne serialu Krew z krwi Xawerego Żuławskiego.
W dziedzinie filmu dokumentalnego na uwagę zasługują ilustracje muzyczne do filmów Macieja Adamka: I nie opuszczę cię aż do śmierci, Co dzień bliżej nieba i Powrót,  Pawła Kędzierskiego – My cichociemni, głosy żyjących, oraz konsultacja muzyczna do filmu Claudii Buthenhoff-Duffy Komeda A Soundtrack For A Life.

## Filmy fabularne
- 2001 – Córa marnotrawna Opracowanie muzyczne
- 2006 – Czeka na nas świat Konsultacja muzyczna, Opracowanie muzyczne
- 2006 – 2007 – Królowie śródmieścia Konsultacja muzyczna
- 2008 – Niezawodny system Konsultacja muzyczna
- 2009 – Galerianki Konsultacja muzyczna
- 2012 – Krew z krwi (serial TV) Opracowanie muzyczne
- 2013 – Stacja Warszawa Konsultacja muzyczna
- 2014 – Jeziorak Konsultacja muzyczna

## Filmy dokumentalne (wybór)
- 1996 – Larum grają... rzecz o Henryku Sienkiewiczu Opracowanie muzyczne
- 1996 – Sarmacja, czyli Polska Opracowanie muzyczne
- 1998 – Zbigniew Makowski - Index rerum notabilium Opracowanie muzyczne
- 1999 – I nie opuszczę cię aż do śmierci Opracowanie muzyczne
- 2000 – El Misionero Współpraca dźwiękowa
- 2001 – Co dzień bliżej nieba Opracowanie muzyczne
- 2003 – Powrót Ilustracja muzyczna
- 2007 – Cień pod kamieniem Opracowanie muzyczne
- 2007 – Kresy - Arkadia i piekło Opracowanie muzyczne
- 2007 – Victoria Jerzego Franciszka Kulczyckiego Konsultacja muzyczna
- 2008 – Dzięki niemu żyjemy Konsultacja muzyczna
- 2008 – My cichociemni, głosy żyjących Opracowanie muzyczne
- 2009 – Miasto bez Boga Konsultacja muzyczna
- 2009 – Komeda A Soundtrack For A Life Konsultacja muzyczna
- 2010 – Bronisław Huberman czyli zjednoczenie Europy i skrzypce Konsultacja muzyczna
- 2011 – Toys Opracowanie muzyczne
- 2013 – Bard Konsultacja muzyczna
- 2014 – Aktorka Opracowanie muzyczne
- 2014 – 89 - 91 Wyrwaliśmy się na wolność Opracowanie muzyczne